# Sonata para oboe en do menor (HWV 366)

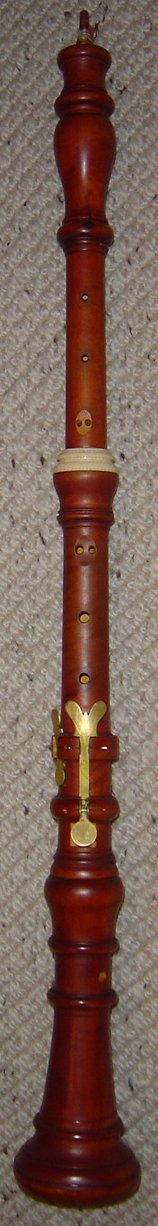
Oboe barroco; copia de uno de Stanesby

La Sonata para oboe en do menor (HWV 366) fue compuesta (ca. 1711-12) por George Frideric Handel para oboe y bajo continuo. El trabajo es también conocido como Opus 1, n.º 8, y fue publicado por primera vez en 1732 por Walsh. Otros catálogos de la música de Handel se han referido a la obra como HG xxvii,29; y HHA iv/18,32.
Tanto la edición de Walsh como la de Chrysander indican que el trabajo es para oboe (Hoboy), y la publicaron como Sonata VIII.
Una interpretación habitual de la obra tiene una duración de seis minutos y medio.

## Movimientos
La obra consta de cuatro movimientos:
| Movimiento | Tipo    | Tonalidad      | Compás | Compases | Notas |
| ---------- | ------- | -------------- | ------ | -------- | --- |
| 1          | Largo   | do menor       | 4/4    | 18       | La armadura solo tiene dos bemoles (el tercer bemol adicional se escribe con alteraciones para establecer la tonalidad de do menor). El tempo de Largo no está escrito (pero estilísticamente así se asume). Concluye con un acorde de sol mayor. El movimiento también se utiliza para la sonata para flauta en mi menor (HWV 375). |
| 2          | Allegro | do menor       | 4/4    | 45       | Tiene un fugado principio. El movimiento también se utiliza para la sonata para flauta en mi menor (HWV 375). |
| 3          | Adagio  | mi bemol mayor | 3/2    | 30       | Concluye con un acorde de sol mayor. |
| 4          | Allegro | do menor       | 4/4    | 20       | Dos secciones (8 y 12 compases) con marcas de repetición. El movimiento comienza en sol major. En estilo bourrée. |